# コーパス・セパラタム
コーパス・セパラタム（ラテン語: corpus separatum）とは、周辺地域とは異なる法的・政治的に特別な地位を与えられているが、主権国家または独立した都市国家には至らない都市または地域を指す言葉である。ラテン語で「分離体」（英語のseparated body）を意味する。歴史的には、以下のものがコーパス・セパラタムと呼ばれる。
- コーパス・セパラタム (エルサレム)（英語版） - エルサレムの地位に関して1947年に国際連合が行った提案
- コーパス・セパラタム (フィウメ)（英語版） - 1776年から1918年までのフィウメ（現・クロアチア領リエカ）の地位
- 1378年から1514年にかけてのポルデノーネ
- 1878年から1912年にかけてのノヴィ・パザル

コーパス・セパラタムと似ているが異なる概念として以下のものがある。
- 飛地
- 連邦直轄地
- 共同主権地域
- 国際管理都市（英語版）

1878年から1918年にかけて、現在のボスニア・ヘルツェゴビナの領域をオーストリア帝国とハンガリー王国が共同統治していた時代の共同統治国ボスニア・ヘルツェゴビナは、「共同主権地域」のほかに「コーパス・セパラタム」とも表現されることがあった。